# Frederik Læssøe
Werner Hans Frederik Abrahamson Læssøe (Copenhague, Reino de Dinamarca y Noruega, 23 de septiembre de 1811-Schleswig, Dinamarca, 25 de junio de 1850) fue un oficial danés conocido por su servicio en la Primera Guerra de Schleswig. Era el hijo de Margrethe Juliane Signe Læssøe y el hermano del sacerdote Kristian Frederik Læssøe, del pintor Thorald Læssøe y del numismático Ludvig Læssøe.

## Biografía
Læssøe se convirtió en teniente en un regimiento de infantería en 1830, fue estudiante del Colegio de Guerra en 1832-1836 y después fue empleado en el estado mayor general, donde fue promovido a capitán en 1842.  Durante varios años participó en trabajos de medidas y elaboración de mapas, que en tiempos recientes benefició al subministro de agua de Hedeselskabet, y sirvió entre 1844-1845 como profesor en la academia de guerra, pero fue apartado de ella debido a sus ideas excesivamente independientes que le hicieron poco popular para los jefes, especialmente por su inclinación política hacia el Partido Liberal Nacional.
Al estallar la Primera Guerra de Schleswig, Læssøe era jefe de Estado Mayor del comando del ejército. Participó en las batallas de Bov, Nybøl y Dybbøl Banke. En esta ocasión, Læssøe entró en conflicto con el ministro de Guerra, que cuestionó la competencia del liderazgo del ejército. Como resultado de la derrota en Egernførde, se inició la búsqueda de un chivo expiatorio. El Ministro de Guerra Hansen entonces usó la derrota para destituir el mando del Alto Mando, el General Christoph von Krogh y su jefe de Estado Mayor Frederik Læssøe.
Sin embargo, cuando al General Olaf Rye se le dio la tarea de conducir la retirada del Ejército danés en 1849, incorporó a Læssøe en su personal, y participó en la batalla de Kolding. Læssøe fue nombrado coronel en 1850 y lideró el 12º batallón en la batalla de Isted, pero cayó durante la lucha. Fue enterrado en Flensburg.
Læssøesgade tanto en Aarhus como en Copenhague, y Læssøegade en Kolding fueron nombradas en su honor.